# سارا خان
سارا خان هي عارضة وممثلة هندية، ولدت في 6 أغسطس 1989 في الهند.

## وصلات خارجية
- سارا خان على موقع IMDb (الإنجليزية)
- سارا خان على موقع قاعدة بيانات الفيلم (الإنجليزية)